# Pfad (Stochastik)
Als einen Pfad bezeichnet man in der Stochastik die Realisierungen eines stochastischen Prozesses. Deutet man die Indexmenge des Prozesses als Zeit und die Werte des Prozesses als räumliche Position, so "läuft" der Prozess mit zunehmender Zeit einen Pfad ab. Wichtig hierbei ist, dass es sich bei den Pfaden um Konkretisierungen bzw. Auswertungen des stochastischen Prozesses handelt. Dies lässt sich wie folgt vorstellen: Der stochastische Prozess hat ein gewisses Potential, bestimmte Zustände anzunehmen, ebenso wie ein Würfel ein Potential hat, eine gewisse Augenzahl zu zeigen. Ein Pfad eines Prozesses entspricht nun einer Konkretisierung dieses Potentials, am Beispiel des Würfels entspricht dies der Bestimmung einer Augenzahl durch das Werfen des Würfels.

## Definition

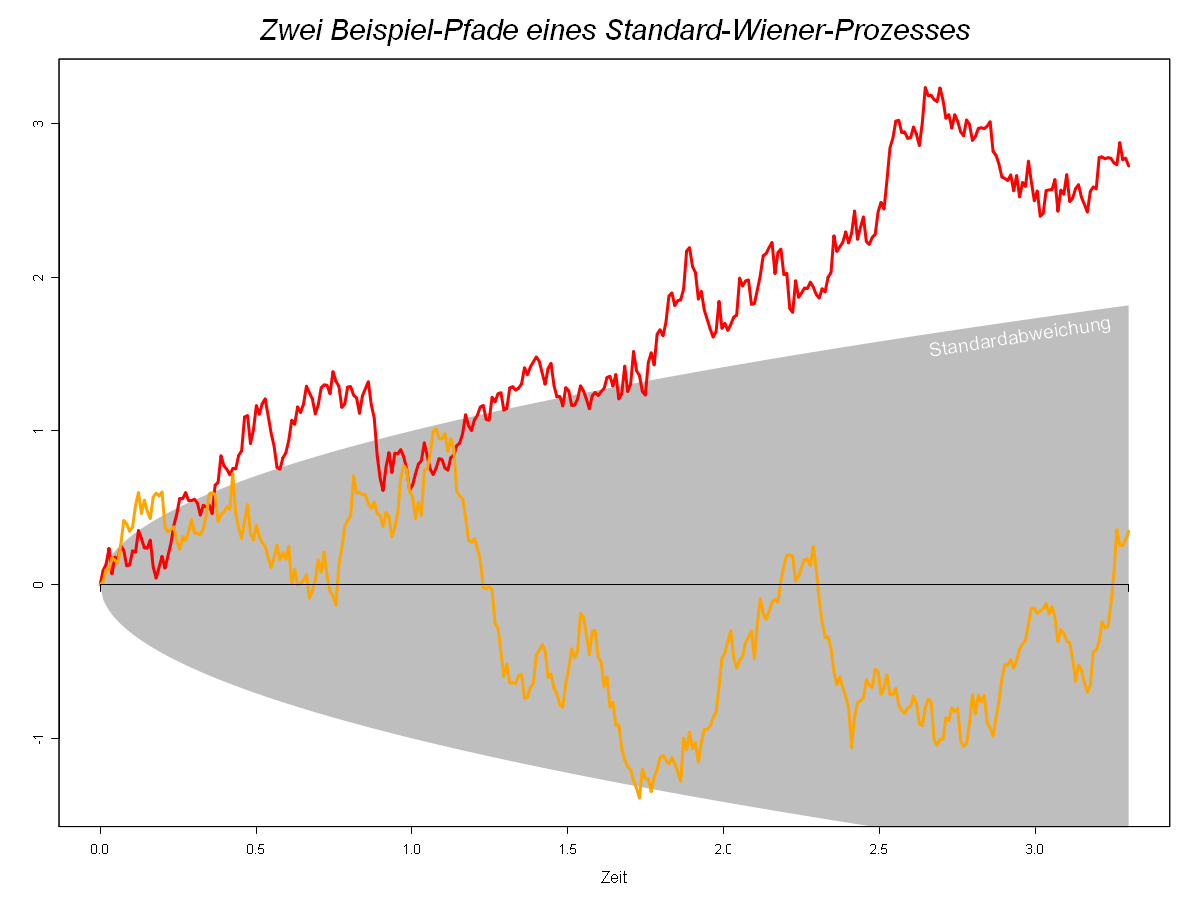
Zwei Beispielpfade eines Standard-Wiener-Prozesses. Die grau schraffierte Fläche markiert die Standardabweichung (vergleiche Gleichung von Bienayme).

Gegeben sei ein stochastischer Prozess {\displaystyle X=(X_{t})_{t\in I}} auf dem Wahrscheinlichkeitsraum {\displaystyle (\Omega ,{\mathcal {A}},P)} mit Indexmenge {\displaystyle I\subset \mathbb {R} }, der Werte in {\displaystyle E} annimmt.
Dann heißt für {\displaystyle \omega \in \Omega } die Abbildung
{\displaystyle t\mapsto X_{t}(\omega )}
mit Definitionsmenge {\displaystyle I} und Zielmenge {\displaystyle E} ein Pfad von {\displaystyle X}.

## Bemerkung
Oft ist man an Eigenschaften von Pfaden wie beispielsweise Stetigkeit interessiert. Dafür benötigt man noch zusätzliche Struktur auf der Zielmenge {\displaystyle E} wie zum Beispiel eine Metrik. Allgemein handelt es sich bei Pfaden um Funktionen in einer reellen Variable, bei entsprechender Struktur auf der Zielmenge können Pfaden demnach auch Eigenschaften wie Differenzierbarkeit oder ähnliches zukommen.
Haben für fast alle {\displaystyle \omega \in \Omega } die Pfade {\displaystyle t\mapsto X_{t}(\omega )} die Eigenschaft {\displaystyle A}, so sagt man auch, dass der Prozess fast sicher die Eigenschaft {\displaystyle A} besitzt. Somit kann man auch sinnvoll von stetigen, càdlàg oder differenzierbaren stochastischen Prozessen sprechen.

## Beispiel
Betrachte als Beispiel eine unabhängig identisch Bernoulli-verteilte Folge von Zufallsvariablen {\displaystyle X=(X_{n})_{n\in \mathbb {N} }} mit Parameter {\displaystyle p\in (0,1)}. Dies entspricht einem Bernoulli-Prozess. Ein möglicher Pfad wäre
{\displaystyle 0-0-1-1-0-1-1-1-0-0-1-0-1-\dots },
ein weiterer
{\displaystyle 1-0-0-1-0-1-0-1-0-1-1-0-1-\dots }.
Die konkrete Wahrscheinlichkeit des Pfades ist hier irrelevant, solange er möglich ist.

## Verwendung: Visualisierung und Klassifikation stochastischer Prozesse
Pfade finden oft Verwendung in der Modellierung und der  Visualisierung von stochastischen Prozessen. Außerdem werden einige stochastische Prozesse über die Eigenschaften ihrer Pfade definiert. So nennt man einen stochastischen Prozess einen
- linksstetigen Prozess, wenn fast alle Pfade linksseitig stetig sind
- rechtsstetigen Prozess, wenn fast alle Pfade rechtsseitig stetig sind
- stetigen Prozess, wenn fast alle Pfade stetig sind
- RCLL-Prozess oder Càdlàg-Prozess, wenn fast alle Pfade RCLL sind
- differenzierbar, hölderstetig etc., wenn fast alle Pfade differenzierbar, hölderstetig etc. sind

So wird beim Wiener-Prozess beispielsweise in der Definition gefordert, dass er stetig sein soll.